# Centime additionnel

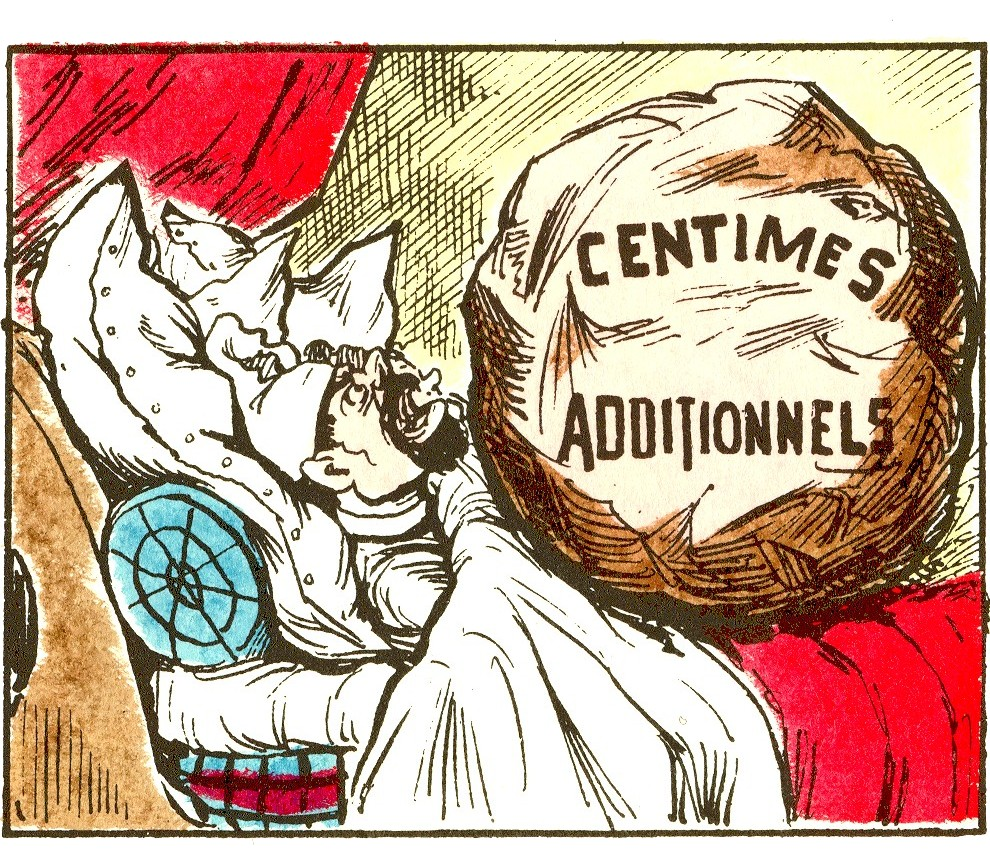
Au XIXe siècle, avant-dernière image de la série d'images d'Épinal
« La Journée du prolétaire ».

Le centime additionnel est une taxe supplémentaire proportionnelle ayant pour assiette un impôt. Les centimes additionnels sont donc parfaitement proportionnels à l'impôt qui leur est attaché. Il ne s'agit pas du même impôt, car le démembrement de l'État bénéficiaire des centimes additionnels est différent du bénéficiaire de l'impôt qui lui sert d'assiette.
Si les centimes additionnels sont perçus au profit de la commune, on parle de centimes additionnels communaux. On parle de centimes additionnels consulaires lorsqu'ils sont perçus au profit des chambres de commerce ou d'agriculture.
Historiquement, les centimes additionnels sont perçus au profit des communes et s'appliquent à des impôts nationaux.

## Centimes additionnels en Belgique
Au précompte immobilier, les provinces, la région de Bruxelles-Capitale et les communes ajoutent des centimes additionnels. Le nombre de centimes additionnels peut varier d'une année à l'autre. Le conseil communal et provincial en décide.
Les centimes additionnels sont une augmentation procentuelle du montant du précompte de base. Un précompte de par exemple 100 centimes additionnels est égal a une taxation additionnelle de 1 € pour chaque euro de taxe régionale.

## Centimes additionnels en France

### Métropole
Les centimes additionnels étaient perçus sur la base des impôts directs nationaux, au profit de la commune et du département. Ils constituaient, avec l'octroi pour les communes concernées, l'essentiel des ressources ordinaires des collectivités. L'introduction de la fiscalité locale à partir de 1958 entraîne leur disparition. 

### Nouvelle-Calédonie
Les communes et les provinces de Nouvelle-Calédonie peuvent percevoir des centimes additionnels sur certains impôts (contribution foncière, contribution des patentes, contribution téléphonique, droits d'enregistrement), ainsi que le prévoient les articles 871 à 875 (communes) et 896 à 898 (provinces) du code local des impôts. 